# Кучерявенко, Василий Трофимович
Василий Трофимович Кучерявенко (21 апреля 1910, Екатеринослав — 3 декабря 1982, Владивосток) — русский советский приморский писатель.

## Биография
Родился в 1910 году в Екатеринославе в семье кузнеца. Вскоре семья переехала в Новороссийск, где окончил школу, вступил в комсомол.
В 15 лет поступил на фабрику в Новороссийске учеником слесаря, в 20 лет вступил в ВКП(б).
В 1928 году послал свой первый рассказ «Под песнь стали» самому А. М. Горькому, и получил ободряющий ответ.
В 1931 году по комсомольскому призыву уехал на Дальний Восток, был в Хабаровске редактором краевой детской газеты «Знамя пионеров».
В 1932 году призван на Тихоокеанский флот, от которого был избран в члены бюро Владивостокского горкома ВЛКСМ.
После службы направлен в Тавричанку комсоргом на строительство рудника.
В 1941 году, с началом Великой Отечественной войны, снова призван на Тихоокеанский флот, служил помполитом на судах ДВМП «Кингиссепп», «Свирь», «Трансбалт», «Кузнецкстрой», «Донбасс».
С августа 1945 года — корреспондент краевой газеты «Красное Знамя», был послан в части Тихоокеанского флота, принимал участие в освобождении Кореи.
Награжден медалями: «За победу над Германией» и «За победу над Японией».
В годы войны потерял родных: на Украине фашисты расстреляли его сестру, а брат, гвардии старший лейтенант, погиб в Восточной Пруссии.
Всегда в готовности походной
Ко мне являлся он чуть свет.
Усач, на боцмана похожий,
Владивостокский краевед.
И шли мы! Сколько мы тропинок
С ним проложили и прошли.
Ах, милый мой Василь Трофимыч,
Любитель неба и земли...
...
Неутомимо и усато
Он с комарами на носу
Шел по следам Дерсу Узала
И сам похожий на Дерсу...
В 1946 году был принят в Союз писателей СССР. Стоял у истоков Приморского отделения Союза писателей СССР, был ответственным секретарем альманаха «Советское Приморье».
В дальнейшем работал корреспондентом журнала «Вокруг света», находился на литературной работе.
Отзывы о помощи в работе оставили приезжавшие во Владивосток С. М. Бытовой, кинорежиссёр Игорь Болгарин, которому он помог в работе над фильмом «Дерсу Узала», восхищённые его знаниями и рассказами по интересующим их темам, которые представляли собой увлекательные лекции.
Умер в 1982 году во Владивостоке.

## Творчество
Автор ряда документальных повестей о советских моряках и людях Приморья. Особенностью творчества писателя является основа на реальных событиях, критик Николай Рогаль, назвав его писателем-документалистом, замечал, что документальная основа его произведений безупречна.
В тридцатые годы, оказавшись на Дальнем Востоке, увлёкся сбором народных сказок и легенд, первые его фольклорные материалы были напечатаны в журнале «На рубеже», а в 1939 году вышла книга «Сказки Дальнего Востока».
Война не прервала работу — служа на Тихоокеанском флоте собирал морской фольклор, и в 1946 году выпустил небольшую книжку морских легенд, а знакомство с народной культурой Кореи, где писатель был в годы войны корреспондентом, вылилось в книгу «Сказки Страны утренней свежести».
Будучи в войну в дальних рейсах в США, в 1950 году издал книгу документальных рассказов «В Америке», которая через год была переиздана в Москве в издательстве «Советский писатель» под названием «На американском берегу». Также рассказы об Америке публиковались в периодике.
Занимался литературным краеведением, в газетах и журналах выходили его очерки, в том числе «А. П. Чехов во Владивостоке» и «Его жизнь — море» о художнике — капитане дальнего плавания П. П. Куянцеве, «Трофим Борисов» о дальневосточном писателе Т. М. Борисове. Собирал документы, письма, воспоминания, связанные с жизнью и творчеством А. А. Фадеева, в 1960 году издав книгу «А. Фадеев. Письма дальневосточникам, А. Фадеев в воспоминаниях».
Один из членов редколлегии шеститомного Собрания сочинений В. К. Арсеньева, изданного в конце 1940-х годов во Владивостоке.

Всё написанное Василием Кучерявенко и собранное им — и морские героико-документальные повести, и американские очерки, и краеведческие статьи, и фольклорные книжки сказок и легенд, и воспоминания о подвижниках-дальневосточниках, — всё это рождено одним чувством — чувством любви к родному краю, форпосту нашей Родины, России на Тихом океане, чувством любви к людям высокого мужества и благородства.— С. Ф. Крившенко – доктор филологических наук, профессор, заведующий кафедры истории литературы Дальневосточного государственного университета